# Oštrica besmrtnika
Oštrica besmrtnika (јап. 無限の住人 Mugen no Jūnin) japanski je manga serijal autora Hiroakija Samure. Mangu je prevela izdavačka kuća Čarobna knjiga.

## Radnja
Priča prati avanture samuraja po imenu Mandži, veštog ratnika koji poseduje veliku prednost: ni jedna rana ne može da ga ubije, osim posebnog otrova. U prošlosti, njegova nezakonita dela dovela su do pogibije 100 drugih samuraja, uključujući i muža njegove sestre. Osamstogodišnja starica po imenu Jaobikuni učinila ga je besmrtnim, a smrt njegove sestre primorala ga je da prihvati misiju koja će okončati njegovu večnost. Mora da ubije 1000 zlih ljudi, a dok to ne učini biće živ zahvaljujući kesen čuima (血仙蟲 ), neobičnim bićima koja mu omogućavaju da se oporavi od svake povrede, kao i da mu spoje odsečene udove, čak satima nakon odvajanja.

## Franšiza

### Manga
Mangu Oštrica besmrtnika napisao je i ilustrovao Hiroaki Samura. Serijalizovala se od 25. juna 1993., do 25. decembra 2012. godine u Kodanšinoj manga reviji Afternoon. Poglavlja su sakupljena u 30 tankobona; prvi je izašao 19. septembra 1994., a poslednji 22. februara 2013. godine.
Izdavačka kuća Čarobna knjiga je prevela mangu na srpski jezik.  Prvi tom izašao je 11. maja 2022. godine.
Nastavak pod nazivom Mugen no Jūnin: Bakumatsu no Shō (јап. 無限の住人～幕末ノ章～) napisao je Rendži Takigava, a ilustrovao Rju Suenobu. Manga se objavljivala od 25. maja 2019 do 24. maja 2024. godine, sa poglavljima sakupljenim u 10 tankobona.

### Anime
Manga ima dve anime adaptacije. Prva, nastala u produkciji studija Bee Train, emitovala se od 14. jula do 29. decembra 2008. godine, sa ukupno trinaest epizoda. Druga anime adaptacija, odnosno ONA, emitovala se od 10. oktobra 2019. do 26. marta 2020. godine na Amazon Prime Video-u, sa ukupno 24 epizode.

### Roman
Serija je takođe proizvela lajt roman pod nazivom Shōsetsu Mugen no Jūnin: Ninjū Ibun. Priču je napisao Juniči Osako, dok je ilustracije radio Hiroaki Samura.

### Film
Manga je 2017. godine adaptirana u igrani film. Režiju je vršio Takaši Mike, scenario Tecuja Oiši, a glavnu ulogu tumačio Takuja Kimura.

## Prijem
Serijal je dobio nagradu Excellence 1997. godine na festivalu Japan Media Arts kao i nagradu Ajzner 2000. godine za najbolje američko izdanje inostranog štiva. Zaključno sa februarom 2017. godine, manga je prodata u više od 5 miliona primeraka.

## Spoljašnje veze
- (језик: јапански)
- (језик: јапански)
- Zvanični sajt prve anime adaptacije (језик: јапански)
- Zvanični blog za prvu anime adaptaciju (језик: јапански)
- Zvanični sajt druge anime adaptacije (језик: јапански)
- Oštrica besmrtnika на веб-сајту  (језик: енглески)